# Le Boulevard du boulevard du boulevard
Le Boulevard du boulevard du boulevard est une pièce de théâtre de Daniel Mesguich qui fait suite à Boulevard du boulevard écrite et jouée en 1982.
Cette suite est donc une pièce ayant pour but de parodier le théâtre de boulevard, mais non plus au second degré comme dans Boulevard du Boulevard. Toutefois, la pièce reprend également des éléments de notre époque, non sans ironie.
Mesguich lui-même a joué dans sa pièce pendant les représentations au Théâtre du Rond-Point. Sa pièce reprend notamment des éléments tels que des clins d'œil à Austin Powers, ou des sketches à la Monty Python, Tex Avery ou Mel Brooks.
Cette pièce a fait une tournée en France, Belgique et Suisse pendant toute l'année 2006 après avoir siégé au Théâtre du Rond-Point, dirigé par Jean-Michel Ribes.
Nous avons pu trouver plusieurs extraits de pièces dans cette pièce, Monsieur chasse ! de Feydeau, Le Système Ribadier de Feydeau (qui occupe une place importante dans la pièce), Le Dindon de Feydeau, Les Boulingrin de Georges Courteline, Une demande en mariage de Tchekhov ainsi que d'autres pièces plus ou moins connues du théâtre de boulevard.